# Art environnemental

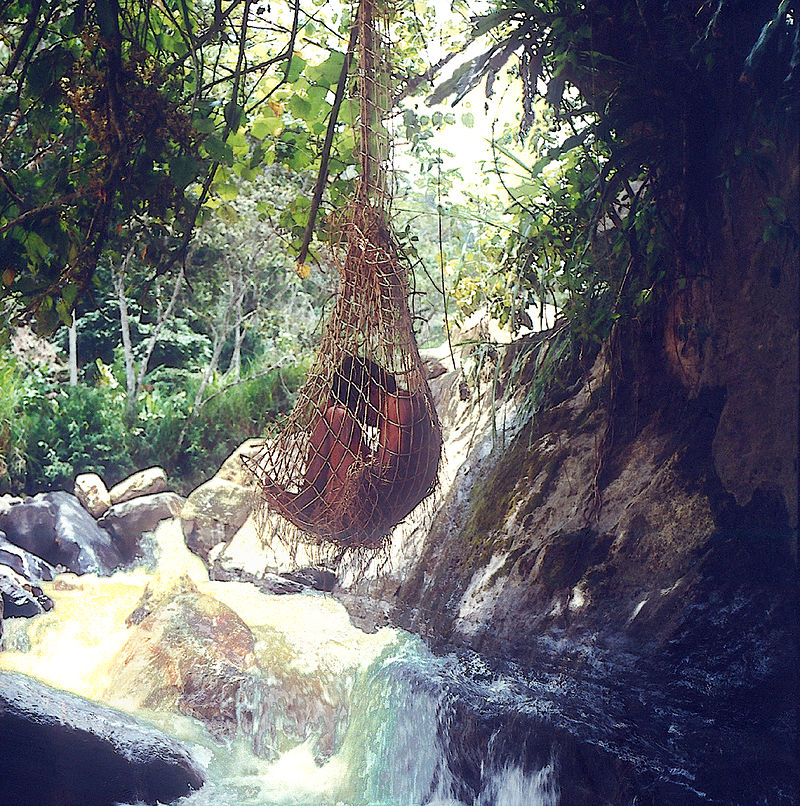
Nidos. Milton Becerra, Rio Táchira, Venezuela 1995.

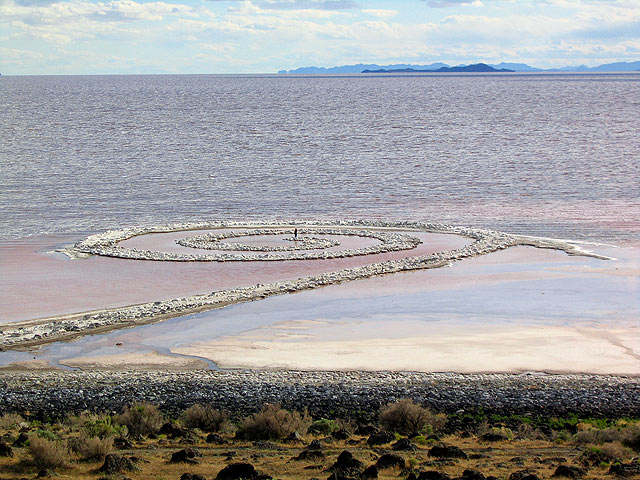
Spiral Jetty - Robert Smithson, États-Unis 1970.

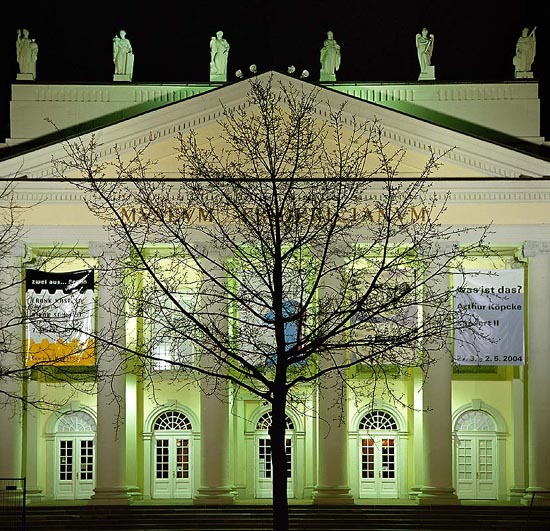
Un des chênes plantés pendant la performance de Beuys (1982) devant le musée Fridericianum de Cassel.

L'art environnemental est utilisé pour décrire génériquement le procédé artistique ou l'œuvre d'art où l'artiste est en dialogue direct avec l'environnement. Cet environnement peut être aussi vu comme le contexte politique, historique et social. L'art environnemental se diffuse effectivement à partir des années 1960.
Hal Foster, critique d'art américain, a défini les œuvres d'art environnemental comme des « projets de sculpture in situ qui utilisent des matériaux pris dans l'environnement pour créer de nouvelles formes ou pour réorienter notre perception de l'environnement ; programmes qui comportent des objets nouveaux, non naturels dans un scénario naturel ; activités individuelles sur le paysage où le facteur temps est déterminant ; des interventions concertées et de conscience sociale ». 
Germano Celant, critique d'art italien reconnu, dit qu'il y a, entre l'œuvre et le contexte, un échange mutuel : « l'art crée un espace environnemental, et de même, l'environnement crée l'art ». Même s'il y avait, au début, la volonté de l'art environnemental de se battre contre le « système de l'art », en supprimant l'objet artistique et sa marchandisation, il est apparu nécessaire d'exposer les réalisations pour obtenir la reconnaissance du statut d'œuvres d'art, et les fonds nécessaires. Pour cette raison, les artistes (ou des tiers) ont commencé à considérer le besoin de filmer et photographier leurs réalisations.

## Histoire
L'environnement dans l'espace réel commence à être important dans les œuvres d'art à partir de la fin des années 1950, et il a été considéré par tous les principaux mouvements artistiques (Neo-Dada, Art Program, Minimalisme, Arte Povera, Art Conceptuel), dans les années 1960 et jusqu'au début des années 1970. 
L'art environnemental a d'abord été lié à la sculpture (par exemple, Art in situ, Land Art et Arte Povera), alors qu'une partie de la critique jugeait la sculpture traditionnelle obsolète et manquant d'harmonie avec l'environnement. Dès 1912, Boccioni théorisait, dans son Manifeste technique de la sculpture futuriste, que l'art nouveau serait porté par la sculpture environnementale, susceptible de modifier l'atmosphère environnante[réf. souhaitée].
On trouve d'autres exemples de l'art environnemental dans les avant-gardes historiques : l'environnement des Proun du constructiviste El Lissitskij est un espace d'exposition réalisé pour l'exposition à Berlin en 1923, où les éléments architecturaux, plastiques et picturaux sont inextricablement liés ; le Merzbau du dadaïste Kurt Schwitters, qui est une accumulation progressive d'objets du quotidien dans la maison de l'artiste à Hanovre pendant dix ans, représentant la vie de l'artiste. Marcel Duchamp a aussi apporté une contribution décisive à l'art environnemental : en 1938, à la galerie des Beaux-Arts de Paris, pendant l'exposition internationale du surréalisme, il suspend au plafond plus de mille sacs de charbon ; en 1942 à l'exposition First Paper of Surrealism à New York, il remplit l'espace avec une toile de douze miles de fil. L'espace devient un des éléments les plus importants dans le travail de Lucio Fontana (environnement spatial avec des formes spatiales et éclairage en lumière noire, Galleria del Naviglio, Milano). Il utilise l'interaction de l'espace avec des jeux de lumières pour désorienter le spectateur. De même, Pinot Gallizio dix ans plus tard, à la Galerie Drouin à Paris, provoque le même effet par des moyens différents : la Grotte de l'antimatière se compose de 145 mètres de toile qui recouvre entièrement la surface du tunnel. D'autres artistes, comme Enrico Castellani (Environnement Blanc, ou Espace Environnement, 1970), Gianni Colombo (After Structure) et Guillaume Bottazzi (la plus grande peinture du Japon, qui habille tous les murs du Musée d'Art Miyanomori) utilisent l'espace de la même façon. Dans le travail de Gianni Colombo, le spectateur marche à l'intérieur des œuvres, et dans le travail de Guillaume Bottazzi à l'extérieur. Par la monumentalité de son œuvre, il induit le spectateur à se déplacer pour la voir dans son intégralité. Pour Allan Kaprow, le premier artiste qui a défini théoriquement les caractéristiques de l'environnement dans l'article « Introduction to a Theory » dans le magazine Bull Shit, la participation des spectateurs et des interventions au niveau de l'environnement ne sont que la conséquence directe de la fusion entre art et vie. Aujourd'hui on utilise de nouveaux moyens, souvent dans une recherche de spectaculaire.

## Exemples
Œuvres composées à partir de matières vivantes, comme les plantes, les mousses, dans une fonction réparatrice.
- Eco art

Œuvres écologiquement responsables.
De 1974 Milton Becerra, soucieux d’écologie, a réalisé à ce stade des œuvres  telles les Cobijas para la hierba  (Couvertures pour les prairies) dans un quartier résidentiel de Caracas (Lomas de Prados del Este) et Análisis de un Proceso en el Tiempo (Analyse d'un processus dans le temps), Longaray El Valle, où il dénonce les effets néfastes de la pollution et de la dégradation de l’environnement. Dans les années 1980, Milton Becerra s’installe à Paris et donne une nouvelle perspective à son art, basée sur ses multiples recherches et sa perception des coutumes de la tribu amazonienne Yanomami.
- Land art[4]

Terme utilisé surtout dans les années 1960 et 70, synonyme d'Earth Art, d'abord aux États-Unis, ensuite en Europe : s'applique à des œuvres gigantesques. Également appelé “Earthworks”, réalisé en territoires naturels, mais pas nécessairement axés sur les questions écologiques.
Les interventions peuvent être subtiles et éphémères ou géantes, comme l'excavation de Michael Heizer (Double Negative, 1969-70), ou la très connue Spiral Jetty de Robert Smithson.
Exemples de Land Art : l'Ephemeral Art, œuvres créées pour ne durer que peu de temps et souvent laissées à se dégrader dans les conditions environnementales naturelles, les Walking Works, où l'artiste utilise l'acte de marcher dans un environnement comme expression artistique, comme A Line Made By Walking, 1967, une ligne droite, provoquée par le passage de l'artiste Richard Long dans un pré.
- Environmental Installation ou Sited-sculpture

Installations de sculptures dans un environnement utilisé comme site plus que comme source de matériaux.
- Site-specific Performance Art

Performance où l'artiste est physiquement connecté à un contexte particulier de l'environnement d'une manière qui est décrite avec la vidéo ou des photographies.
- Social Sculpture

Œuvres d'art qui mettent l'accent sur la relation entre l'environnement et la société, et qui impliquent la communauté locale ou qui demandent au spectateur de participer activement, pour mieux comprendre l'environnement.
- Assemblage and Recycled Art

Œuvres d'art réalisées avec des matériaux trouvés (naturels et artificiels).
- Ecovention

Combinaison des mots "Ecology" et "Invention", qui renvoie à des œuvres qui réparent les dommages causés à l'environnement naturel. Aussi appelé "Reclamation Art" (art de restauration).
Ces œuvres sont souvent situées dans des endroits peu accessibles et modifiés par les agents atmosphériques. Exemple : Unhappily Ever After, œuvre de l'Américain Jeff Hong.

## Une distinction
Dans l'Art environnemental, il faut distinguer les artistes qui ne prennent pas en compte les effets de leurs œuvres sur l'environnement et ceux qui au contraire ne veulent pas causer de dommages, et s'engagent à remettre l'environnement dans son état naturel. 
Ainsi, la célèbre sculpture Spiral Jetty de l'artiste américain Robert Smithson a une valeur esthétique reconnue, mais a nécessité d'importants travaux de terrassements paysagers, source d'érosion et de déplacement de grandes quantités de terre. Le travail de l'artiste d'origine bulgare Christo et de son épouse Jeanne-Claude a également suscité  de vives critiques lorsque, par exemple, en 1969, ils ont temporairement enveloppé la côte de Little Bay, au sud de Sydney, en Australie. Les environnementalistes locaux ont protesté, affirmant que l'œuvre était écologiquement irresponsable, en particulier pour les oiseaux qui nichent sur la côte et pour les manchots et les phoques. La polémique soulevée a attiré l'attention d'organisations internationales de l'environnement et elle a conduit les artistes contemporains à repenser le Land Art et le Site-specific Art.
À l'opposé, l'artiste environnemental et sculpteur britannique Richard Long a réalisé de nombreuses d'œuvres temporaires en extérieur avec des matériaux locaux, comme les roches, la boue et les branches, sans, a priori, endommager l'environnement. 
Probablement l'une des œuvres les plus célèbres de l'art environnemental du XXe siècle, 7000 Oaks (7000 Chênes) est réalisée par l'artiste allemand Joseph Beuys à la documenta 7 de 1982. L'artiste et ses assistants ont ainsi attiré l'attention sur l'état de l'environnement local, via la plantation de sept mille chênes, dans et autour de la ville de Cassel.